# Interfaz de texto

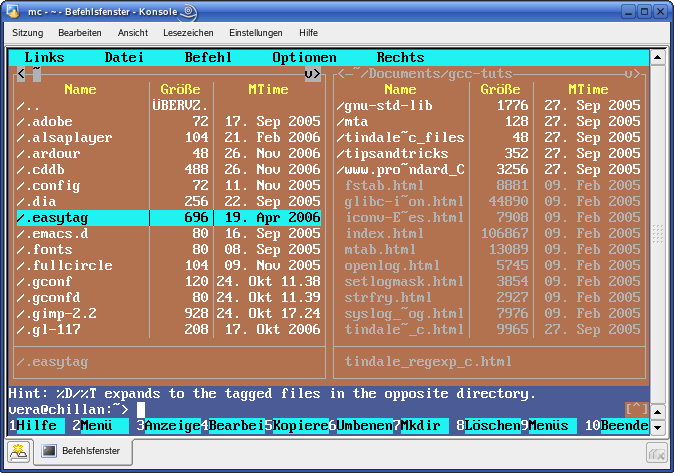
El midnight commander es una TUI que hace uso de toda la pantalla, colores, ratón y teclas adicionales, para mayor comodidad del usuario.

La interfaz de texto (o interfaz en modo texto), del inglés Text User Interface (TUI), es un tipo de interfaz gráfica de usuario que utiliza solo texto ASCII para dibujar las ventanas, botones y decoraciones.
Para competir con la interfaz gráfica de usuario, algunas líneas de comando hacen uso exhaustivo de toda la pantalla, con todos los colores o tonos y posibilidades de posicionamiento que ofrece el periférico (véase, por ejemplo, los navegadores Lynx y W3m o el editor de particiones de discos cfdisk). 
El administrador de archivos Midnight Commander es un ejemplo de optimización, pues su funcionalidad no deja nada que desear comparado con un administrador de archivos gráfico, pero solo necesita una ventana de texto para su funcionamiento. 
Se ha acuñado el término interfaz de texto (text user interface), para referirse a las interfaces que usan sólo el modo texto, pero exhaustivamente, para su funcionamiento. Los programas que usan TUI pueden tener menús, ventanas y cursores del ratón, pero todo representado por medio de texto (para su programación en ambiente GNU/Linux, véase Ncurses). En ese sentido, CLI y TUI no es lo mismo, aunque ambos usan el mismo periférico.